# Voies
Voies (in greco Βοιές?) è un ex comune della Grecia nella periferia del Peloponneso di 7 871 abitanti secondo i dati del censimento 2001.
È stato soppresso a seguito della riforma amministrativa detta Programma Callicrate in vigore dal gennaio 2011 ed è ora compreso nel comune di Monemvasia.
La sede del comune era Neapoli Voion (in greco Νεάπολη Βοιών?), cittadina che si affaccia sul golfo di Laconia e da cui è possibile raggiungere Capo Malea.